# Chris Bailey (ishockeyspelare)
Christina "Chris" Bailey, född den 5 februari 1972 i Marietta, New York i USA, är en amerikansk ishockeyspelare.
Hon tog OS-silver i damernas ishockeyturnering i samband med de olympiska ishockeytävlingarna 2002 i Salt Lake City.